# Branchinecta pollicifera
Branchinecta pollicifera är en kräftdjursart som beskrevs av Harding 1940. Branchinecta pollicifera ingår i släktet Branchinecta och familjen Branchinectidae. Inga underarter finns listade.